# Tanjung Menang Musi
Tanjung Menang Musi is een bestuurslaag in het regentschap Banyuasin van de provincie Zuid-Sumatra, Indonesië. Tanjung Menang Musi telt 1442 inwoners (volkstelling 2010).